# Diaeretiella rapae
Diaeretiella rapae är en stekelart som först beskrevs av Mcintosh 1855.  Diaeretiella rapae ingår i släktet Diaeretiella och familjen bracksteklar. Arten är reproducerande i Sverige. Inga underarter finns listade i Catalogue of Life.